# Reinhold (Mondkrater)
Reinhold ist ein Einschlagkrater auf der westlichen Mondvorderseite im Mare Insularum, südlich des großen Kraters Copernicus.
Der Kraterrand weist Terrassierungen auf, der Kraterboden ist weitgehend eben.
| Buchstabe | Position          | Durchmesser | Link |
| --------- | ----------------- | ----------- | ---- |
| A         | 4,14° N, 21,82° W | 4 km        |      |
| B         | 4,27° N, 21,7° W  | 25 km       |      |
| C         | 4,34° N, 24,6° W  | 4 km        |      |
| D         | 2,57° N, 24,64° W | 2 km        |      |
| F         | 3,34° N, 21,47° W | 6 km        |      |
| G         | 4,82° N, 19,87° W | 3 km        |      |
| H         | 4,27° N, 21,01° W | 4 km        |      |
| N         | 1,55° N, 25,47° W | 4 km        |      |

Der Krater wurde 1935 von der IAU nach Erasmus Reinhold (1511–1553) offiziell benannt.